# Richard Kitschigin

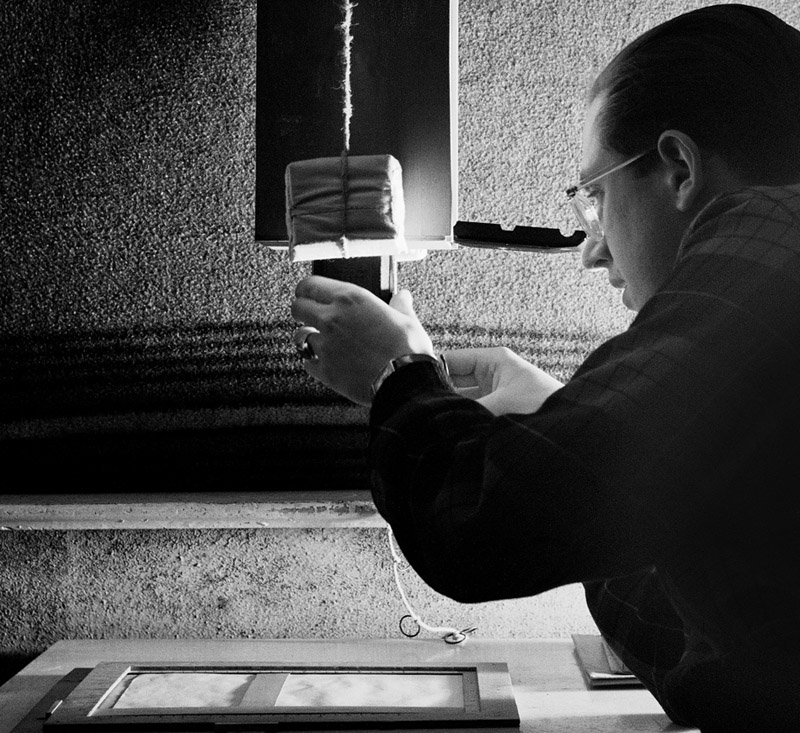
Um 1955. Richard Kitschigin im Fotolabor

Richard Kitschigin (geboren 16. Februar 1930; gestorben 3. oder 4. Mai 2015) war ein deutscher Journalist, Moderator, Buchautor und Fotograf. Er fiel zuerst mit dem später viel zitierten Aufsatz von 1960 „Vom Geist der konstruktiven Toleranz“ auf. 1962 erhielt er zusammen mit Kollegen den Ernst-Reuter-Preis für die Rundfunksendung „Sie kamen aus Europa“. Ab 1962 baute er die Jugendredaktion des RIAS Berlin auf und war deren Chef. Er verantwortete in dieser Zeit neben der Musiksendung RIAS Treffpunkt (anfangs „Jugendjournal“ genannt) auch politische Radiofeatures, die sich kritisch mit der DDR und deren Jugendkultur auseinandersetzten.
Nach der Auflösung der DDR arbeitete Kitschigin als Journalist und Redakteur im Bereich des Motorsports. Er war 27 Jahre lang Mitglied im Vorstand des ADAC Berlin-Brandenburg. Seine bekannteste Buchpublikation war „Rennen, Reifen und Rekorde – die Avus Story“ von 1972.

## Leben und Werk
Kitschigins Tätigkeit als Fotograf war seinen späteren Weggenossen nicht bekannt. In einer umfangreichen Trauerrede wurde lediglich darauf hingewiesen, dass er in den 1950er Jahren als freier Mitarbeiter bei der Studentenzeitschrift „Colloquium“ der Freien Universität (FU) in Berlin tätig war.
Richard Kitschigin studierte von 1949 bis 1953 Germanistik an der Freien Universität Berlin und blieb ihr auch in den nächsten Jahren verbunden. In den 1950ern und 1960ern fotografierte er mit zweiäugigen Spiegelreflexkameras auf Rollfilm im Format 6 × 6. Seine hauptsächliche fotografische Arbeit fand zwischen 1951 und 1964 statt. Er dokumentierte in Berlin u. a. Ausstellungen, Mode, Akt, Persönlichkeiten, Theatervorführungen, Studentenleben, Grundsteinlegungen für Neubauten im vom Zweiten Weltkrieg gezeichneten Berlin, Festakte und den Motorsport an der ehemaligen Rennstrecke Avus in Berlin. Er führte akribische Aufzeichnungen über seine Fotografien. In Notizheften stehen zu jedem einzelnen Negativ Angaben über den Ort und das Motiv. Die Mittelformat-Negative sind einzeln verpackt und jeweils mit einer eindeutigen Signatur versehen, sodass eine Zuordnung zu den Notizen möglich ist. Seine Abzüge vergrößerte er mit einem selbstgebauten Vergrößerer.
Durch die Tätigkeit beim RIAS rückte die Fotografie in den Hintergrund, jedoch verfolgte er sie weiterhin. Kitschigin benutzte später vor allem Kleinbildfilm. Um 2008 ließ er viele seiner Fotos professionell digitalisieren. In seinem fotografischen Nachlass befanden sich 20 Datenträger (CD) mit 515 Bilddateien. Seine Mittelformat-Negative (ca. 7000) befinden sich seit 2017 im Fotoarchiv Gade, während andere Teilbestände beim ADAC und bei seiner Erbin sind.

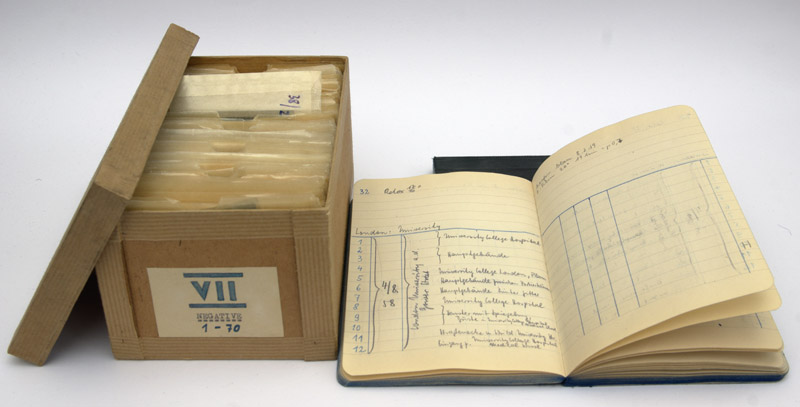
Mittelformatnegative von Richard Kitschigin. In Notizbüchern trug er zu jedem Foto ein Datum, den Ort und das Motiv ein.